# 椎名慧都
椎名 慧都（しいな けいと、1994年3月29日 - ）は、日本の女優である。本名、同じ。
アメリカ合衆国カリフォルニア州サンノゼ市出身。劇団俳優座の劇団員。石井光三オフィス所属。

## 略歴
- アメリカ合衆国 カリフォルニア州サンノゼ市で生まれ、3歳まで過ごし、その後、東京で育つ。
- 多くの親族が映画に携わっていた影響で、幼い頃より昭和初期から70年代頃の邦画に興味を持つ。
- 桐朋女子中学校・高等学校在学中は演劇部に所属[1]し、演劇に没頭する。
- 女優を志して桐朋学園芸術短期大学演劇専攻で演技を学ぶ。
- 卒業後、劇団俳優座研究所に28期生として2016年入所[2]。
- 研究生期間3年を経て、準劇団員に昇格。
- 2021年劇団員として入団。
- 主に舞台を中心に活動している。
- 周防正行監督「カツベン!」[3]では、劇中映画「火車お千」のお千役[4]を演じ、映画デビュー。

## 主な出演

### 舞台
- 俳優座公演
  - 「女と男のシェイクスピア」演出：森一（2018年）
  - 「インク」演出：眞鍋卓嗣（2021年）
  - 「戒厳令」演出：眞鍋卓嗣（2021年）
  - 「待ちぼうけの町」演出：川口啓史（2022年）
  - 「この夜は終わらぬ。」演出：伊藤毅（2023年）
  - 「セチュアンの善人」演出：田中壮太郎（2024年）[5]

- その他の出演
  - GATS世界演劇大学連盟フェスティバル 「ロミオとジュリエット」演出：越光照文（2016年） 主演
  - 水谷八重子 プロデュース 朗読新派「おおつごもり」演出：成瀬芳一 （2017年） 主演
  - 「オッペケペ」演出：福田善之 （2019年）
  - 世田谷シルク「青い鳥」演出：堀川炎（2019年）
  - オンラインドラマリーディング「無人島」演出：田中壮太郎
  - 小松台東「東京」演出：松本哲也（2021年）
  - パルコプロデュース「三十郎大活劇」演出：ラサール石井（2022年）
  - ラッパ屋「君に送るゲーム」演出:鈴木聡（2022年）
  - ラッパ屋リーディング「七人の墓友」演出：鈴木聡（2023年）
  - 木村美月の企画2「幽霊塔と私と乱歩の話」演出：小泉将臣（2023年）
  - 葉衣企画　福田善之戯曲リーディング「絵馬・若草姉妹の」演出：小林七緒（流山寺★事務所）
  - 木村美月の企画3「汎愛奇譚集」演出：木村美月、山崎元晴、渡邊りょう（2024年）[6]
  - やしゃご『アリはフリスクを食べない2024』演出：伊藤毅（2024年）
  - ラッパ屋「はなしづか」演出：鈴木聡（2025年）[7]

### 映画
- 「カツベン!」（2019年）周防正行監督作品　火車お千 役

### テレビドラマ
- 若者たち2014（2014年、フジテレビ）
- 民謡魂 ふるさとの唄[8]（2019年、NHK総合テレビ）

### Web CM
- ソフトバンク コマース＆サービス(SB C&S) 「MUSIO」（2019年）
- デリバリー&テイクアウトアプリ「menu」（2021年）

### イベント・司会
- FUDGE「Holiday Circus」